# Samoana fragilis
Samoana fragilis е вид коремоного от семейство Partulidae. Видът е критично застрашен от изчезване.

## Разпространение
Разпространен е в Гуам.